# Charles Jones (Footballtrainer)
Charles „Yogi“ Jones (geb. 1960 oder 1961) ist ein ehemaliger US-amerikanischer American-Football-Spieler und aktueller American-Football-Trainer. Zuletzt war er Head Coach der Hamburg Sea Devils In der European League of Football (ELF).

## Karriere als Spieler
Jones startete seine Karriere an der Ringgold High School in Pennsylvania. Von 1977 bis 1982 spielte er  als Linebacker im Team der Panthers an der University of Pittsburgh College Football. 1983 wurde er ohne vorherigen Draft von den Dallas Cowboys in der National Football League (NFL) verpflichtet. Nach einer Verletzung in einem Vorbereitungsspiel musste er seine Sportlerkarriere beenden, ohne in der NFL gespielt zu haben.

## Karriere als Trainer
Jones war im Trainingsstab der Miami Dolphins, der Carolina Panthers sowie der Cleveland Browns tätig. In der NFL Europe war er Trainer bei Frankfurt Galaxy und den Hamburg Sea Devils. 2009 wurde er französischer Meister mit La Courneuve Flash und zog in den Eurobowl ein. Von 2010 bis 2021 war er Defensive Coordinator der Bethune–Cookman Wildcats in der NCAA Division I. 2022 übernahm er das Amt des Head Coach der Hamburg Sea Devils in der ELF, welches er bis zum Ende der Saison 2023 bekleidete.